# Independência Futebol Clube
El Independência Futebol Clube es un equipo de fútbol de Brasil que juega en el Campeonato Acreano, la primera división del estado de Acre.

## Historia
Fue fundado el 2 de agosto de 1946 en la ciudad de Rio Branco, Acre por un grupo de empresarios locales con el nombre Ypiranga Futebol Clube y su primer presidente fue el periodista Tufic Assmar. Su uniforme y colores son en homenaje al Fluminense FC de Río de Janeiro.
Un año después debuta en competiciones oficiales, y en 1954 ganó su primer título del Campeonato Acreano, siendo uno de los equipos más ganadores del torneo estatal. En 1994 participa por primera vez en el Campeonato Brasileño de Serie B donde es eliminado en la segunda ronda, y para 1995 participa por primera vez en el Campeonato Brasileño de Serie C, donde es eliminado en la segunda ronda.
En 1994 participa en la Copa de Brasil por primera vez, donde es eliminado en la cuarta ronda, y tres años después participa en la Copa Norte por primera vez.

## Palmarés
- Campeonato Acreano: 13

1954, 1958, 1959, 1963, 1970, 1972, 1974, 1985, 1988, 1993, 1998, 2024, 2025
- Acreano Serie B: 1

2018
- Torneo Inicio: 3

1958, 2001, 2004
- Torneo de Povo: 3

1981, 1982, 1986
- Copa Ciudad de Rio Branco: 2

1969, 1971